# Xã Cross Plains, Quận Hutchinson, South Dakota
Xã Cross Plains (tiếng Anh: Cross Plains Township) là một xã thuộc quận Hutchinson, tiểu bang Nam Dakota, Hoa Kỳ. Năm 2010, dân số của xã này là 125 người.